# Камал Хера
Камал Хера (англ. Kamal Khera, нар. 4 лютого 1989, Делі) — канадський політик індійського походження, яка обіймає посаду міністра охорони здоров'я Канади з 2025 року. Хера є членом Ліберальної партії Канади, та після виборів 2015 року представляла в Палаті громад виборчий округ Бремптон-Вест. Вона також обіймала посаду міністра у справах осіб похилого віку з 26 жовтня 2021 року до липня 2023 року.

## Освіта та початок кар'єри
До того, як прийти в політику, Камал Хера навчалася в Йоркському університеті, де здобула ступінь бакалавра з відзнакою в галузі медсестринства. Після цього вона працювала дипломованою медсестрою в паліативних і онкологічних відділеннях у Центрі здоров'я Святого Джозефа в Торонто. Під час першої хвилі епідемії COVID-19 вона була волонтером у закладі довгострокового догляду у своєму рідному місті Брамптон, і вводила вакцини у своїй громаді.

## Федеральна політика
Камал Хера була висунута кандидатом від лібералів у виборчому окрузі Бремптон-Вест у грудні 2014 року, та виграла місце в парламенті на федеральних виборах у жовтні 2015 року. Коли Хера вперше була обрана у 2015 році, вона була наймолодшим депутатом від Ліберальної партії у Палаті громад і другим наймолодшим загалом після П'єра-Люка Дюссо з Нової демократичної партії. Вона була переобрана на федеральних виборах у 2019 році, та у 2021 році. Хера є однією з наймолодших жінок, які коли-небудь обиралися до канадського парламенту.

### Парламентський секретар
2 грудня 2015 року прем'єр-міністр Джастін Трюдо призначив Камал Херу парламентським секретарем міністерства охорони здоров'я, а потім 18 січня 2017 року — парламентським секретарем міністерства національних доходів. З 31 серпня 2018 року Хера обіймала посаду парламентського секретаря міністерства міжнародного розвитку.
Камал Хера залишила посаду парламентського секретаря 3 січня 2021 року після поїздки до США у грудні, щоб відвідати панахиду за своїм дядьком, у той час як федеральний уряд забороняв поїздки за кордон.
20 вересня 2021 року Хера була переобрана членом парламенту від округу Бремптон-Вест.

### Міністр у справах осіб похилого віку
26 жовтня 2021 року Камал Хера стала членом кабінету міністрів як міністр у справах осіб похилого віку. Вона стала одним з наймолодших членів кабінету міністрів і Таємної ради Канади.
Її перебування на посаді було відзначене відновленням урядом віку виходу на пенсію до 65 років, збільшенням гарантованої надбавки до доходу, яка допомогла понад 900 тисячам осіб похилого віку та вирвала 45 тисяч з них із бідності, посиленням Пенсійного плану Канади і 10-відсотковим збільшенням страхового забезпечення по старості, пенсії для осіб похилого віку старших 75 років.

### Міністр різноманітності, інклюзії та людей з обмеженими можливостями
26 липня 2023 року Камал Хера була призначена на посаду міністра з питань різноманітності, інклюзії та осіб з обмеженими можливостями після перестановки в кабінеті влітку 2023 року. Вона змінила Ахмеда Хуссена, який був міністром з питань житла, різноманітності та інклюзії, і Карлу Квалтроу, яка була міністром у справах осіб з інвалідністю.
8 червня 2024 року Хера оголосила про запуск нової стратегії федерального уряду проти расизму, інвестиції в розмірі 110,4 мільйона доларів США, спрямовані на стимулювання дій у сферах працевлаштування, правосуддя та правоохоронних органів, житла, охорони здоров'я та імміграції.
Камал Хера також запровадила канадську допомогу по інвалідності у федеральному бюджеті Канади на 2024 рік, забезпечивши інвестиції в розмірі 6,1 мільярда доларів США, щоб допомогти тисячам людей працездатного віку з обмеженими можливостями та їхнім родинам. Згідно з пропозицією, ця допомога, за оцінками, мала збільшити фінансовий добробут понад 600 тисяч малозабезпечених осіб з інвалідністю.
У 2025 році Камал Хера була призначена на посаду міністра до кабінету прем'єр-міністра Канади Марка Карні.